# Koldbrand
Koldbrand (officielt navn: gangræn) er vævsdød (nekrose) forårsaget af utilstrækkelig blodforsyning. Det er en potentiel livsfarlig tilstand, som kan forekomme efter skader eller infektion eller hos personer med kroniske sygdomme, som påvirker blodomløbet. Den primære årsag til koldbrand er nedsat blodtilførsel, som forårsager celledød. Diabetes og rygning øger risikoen for koldbrand.
Koldbrand er ikke en smitsom sygdom. Der er forskellige typer koldbrand som tør koldbrand (tør gangræn), våd eller fugtig koldbrand (våd gangræn), gaskoldbrand (gasgangræn), intern koldbrand (intern gangræn) og nekrotiserende bløddelsinfektioner. Behandlingen afhænger af årsagen og kan omfatte kirurgisk fjernelse af det angrebne væv eller i alvorlige tilfælde amputation af påvirkede kropsdele, antibiotika, genoprettelse af blodforsyningen eller hyperbarisk oxygenterapi.

## Typer

### Tør koldbrand
Ved tør koldbrand (tør gangræn) dør vævet og bliver sort og tørrer ind (mumificerer). Der er ved tør koldbrand ikke tale om en bakteriel infektion, men en følgetilstand til sygdomme eller skader, som giver nedsat eller ingen blodtilførsel til dele af kroppen. Sygdomme som kan medføre tør koldbrand er diabetes, åreforkalkning og arteriel emboli (en blodprop som har sat sig fast i en arterie). Frostskader og skader efter slag kan også give koldbrand. Tør koldbrand forekommer oftest i tæer og yderst på benet, men også i fingre.

### Fugtig koldbrand
Våd eller fugtig koldbrand (fugtig gangræn) opstår, når sår eller legemesdele med tør koldbrand inficeres med forrådnelsesbakterier. Der er ofte tale om bakterier af slægten Clostridium som Clostridium perfringens, som kan leve i iltfrie miljøer i dødt væv. Bakterierne danner giftstoffer, som angriber det omliggende væv og får koldbranden til at sprede sig. Når området med koldbrand vokser, kan det blive livstruende.

### Gaskoldbrand
Gaskoldbrand (gasgangræn) er en særlig farlig variant af fugtig koldbrand, hvor bakterierne danner en ildelugtende gas i såret. Det kan give en gnitrende lyd, når man trykker på huden. Gaskoldbrand behandles med store mængder antibiotika og fjernelse af dødt og betændt væv. Uden behandling er sygdommen som regel dødelig.